# Zlatno (district de Zlaté Moravce)
Pour les articles homonymes, voir Zlatno.
Zlatno (allemand : Petschaft, hongrois : Kisaranyos) est un village de Slovaquie situé dans la région de Nitra.

## Histoire
Première mention écrite du village en 1397.

## Démographie

### Évolution de la population
| Année:               | 1994. | 2004.    | 2014.    | 2024.    |
| -------------------- | ----- | -------- | -------- | -------- |
| Nombre de personnes: | 289   | 254      | 225      | 200      |
| Différence:          |       | -12,11 % | -11,41 % | -11,11 % |

| Année:               | 2023. | 2024.   |
| -------------------- | ----- | ------- |
| Nombre de personnes: | 190   | 200     |
| Différence:          |       | +5,26 % |